# (179806) 2002 TD66
(179806) 2002 TD66 to planetoida z grupy Apollo należąca do obiektów NEO.

## Odkrycie
(179806) 2002 TD66 została odkryta 5 października 2002 roku w programie LINEAR. Nazwa planetoidy jest oznaczeniem tymczasowym.

## Orbita
(179806) 2002 TD66 okrąża Słońce w ciągu 2 lat i 193 dni w średniej odległości 1,85 j.a. Planetoida ta z racji trajektorii swojej orbity zbliża się do orbity Ziemi na potencjalnie niebezpieczną odległość. Jest więc również obiektem należącym do PHA. 25 lutego 2008 roku (179806) 2002 TD66 minęła naszą planetę w odległości 0,0432 j.a.